# Libby (Montana)
Libby é uma cidade localizada no estado americano de Montana, no Condado de Lincoln.

## Demografia
Segundo o censo americano de 2000, a sua população era de 2626 habitantes.
Em 2006, foi estimada uma população de 2662, um aumento de 36 (1.4%).

## Geografia
De acordo com o United States Census Bureau tem uma área de
3,3 km², dos quais 3,3 km² cobertos por terra e 0,0 km² cobertos por água. Libby localiza-se a aproximadamente 630 m acima do nível do mar.

## Localidades na vizinhança
O diagrama seguinte representa as localidades num raio de 56 km ao redor de Libby.